# Mats Poot
Mats Poot, född 15 juni 2005, är en schweizisk tävlingscyklist som tävlar i bancykling och landsvägscykling.

## Karriär
Vid EM 2025 i Heusden-Zolder tog Poot brons tillsammans med Noah Bögli, Pascal Tappeiner och Alex Vogel i lagförföljelse.